# Ludovico da Romagnano
Ludovico da Romagnano (Carignano, ... – Torino, 1468) è stato un vescovo cattolico italiano.

## Biografia
Eletto alla cattedra torinese, Ludovico da Romagnano venne nominato vescovo ufficialmente da papa Eugenio IV solo l'anno successivo. Egli apparteneva ad una ricca famiglia feudataria di Carignano stabilitasi a Torino. Venuto alla ribalta in un momento difficile per la Chiesa cattolica, Ludovico fu uno dei vescovi presenti al Concilio di Basilea e, assieme a molti di questi e in particolar modo a Guglielmo di Vercelli e a Giorgio di Aosta, fu tra i sostenitori della nomina pontificale proposta per Amedeo VIII di Savoia, il quale prese poi il nome di Felice V.
Quando Ludovico di Savoia progettò l'invasione del milanese, venendo poi sconfitto presso Borgomanero, il vescovo Ludovico fu tra gli assertori della pace.
Per quanto riguarda la problematica, sempre presente, delle minoranze valdesi, Ludovico fu attivo promulgatore della loro riconversione, agendo in prima persona, tre il 1452 e il 1453, nelle valli macchiate dall'eresia.
Nello stesso 1453, fu lo storico testimone dell'evento prodigioso noto come miracolo eucaristico di Torino: un'ostia, conservata in un calice rubato ad Exilles, si librò in aria nella Piazza delle Erbe, nel luogo ove oggi sorge in ricordo di tale episodio la basilica del Corpus Domini.